# Plaza Miserere (métro de Buenos Aires)
Plaza Miserere est une station de la ligne A du métro de Buenos Aires, en République argentine. La station est située Avenida Rivadavia, sous la 
Plaza Miserere, dans le quartier de Balvanera. La zone de la station est une zone commerciale. Dans ses environs immédiats se trouvent l'Hôpital français (Hospital Francés) et la gare gare de Buenos Aires-Once de septiembre du chemin de fer Domingo Faustino Sarmiento.

## Histoire

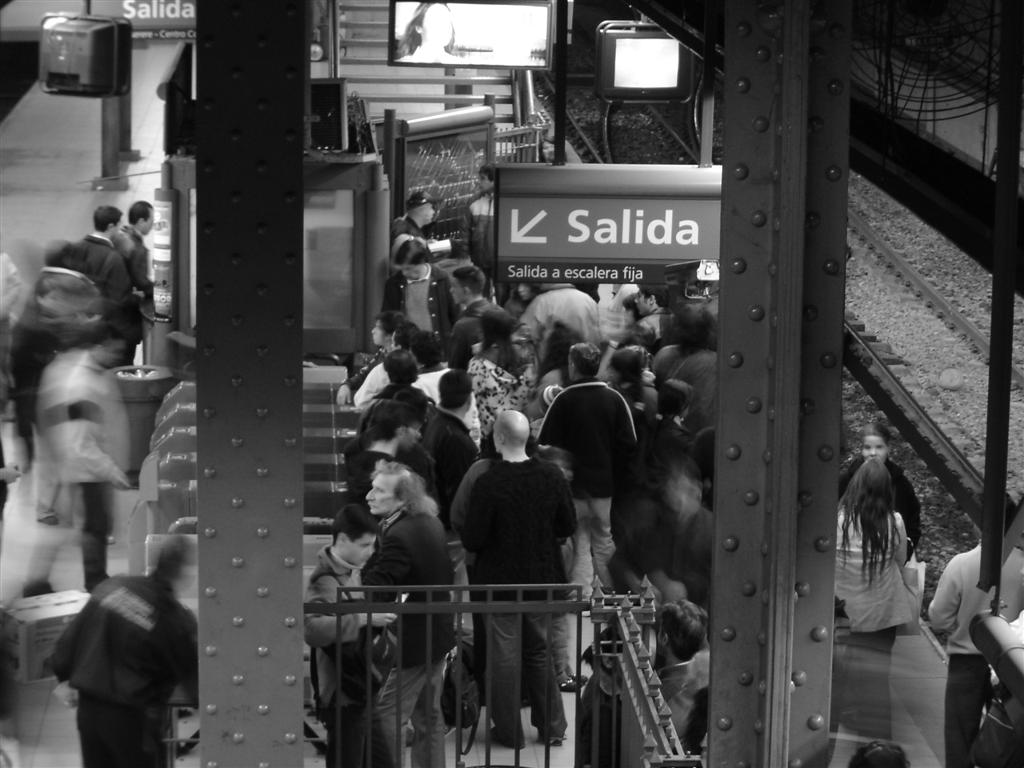

Cette station appartenait à la première section de la ligne, inaugurée le 1er décembre 1913, et qui unissait Plaza Miserere à la station Plaza de Mayo. Elle doit son nom à la place de même nom. Auparavant, ces terrains étaient connus comme « Quinta de Miserere », nom donné à un certain Antonio González Varela, qui était propriétaire des lieux.
En 1997, cette station a été déclarée Monument Historique National, par décret signé du président Carlos Menem.

## Service des voyageurs

### Desserte
| Nord/Ouest                       |  |         |  | Sud/Est                              |
| -------------------------------- |  | ------- |  | ------------------------------------ |
| Loria (en) vers San Pedrito (en) |  | ligne A |  | Alberti (en) vers Plaza de Mayo (en) |
| modifier sur Wikidata            |  |         |  |                                      |

### Intermodalité
Au nord de la station se trouve la gare de Buenos Aires-Once de septiembre du Chemin de fer Sarmiento. Il existe une communication souterraine entre train et métro.
En 2007, il est prévu de livrer aux usagers la station Once de la ligne H. Les deux lignes seront ici en correspondance. En 2006, cette station était terminée, et on n'attendait plus que le matériel roulant.